# Grupa 9 Grafików

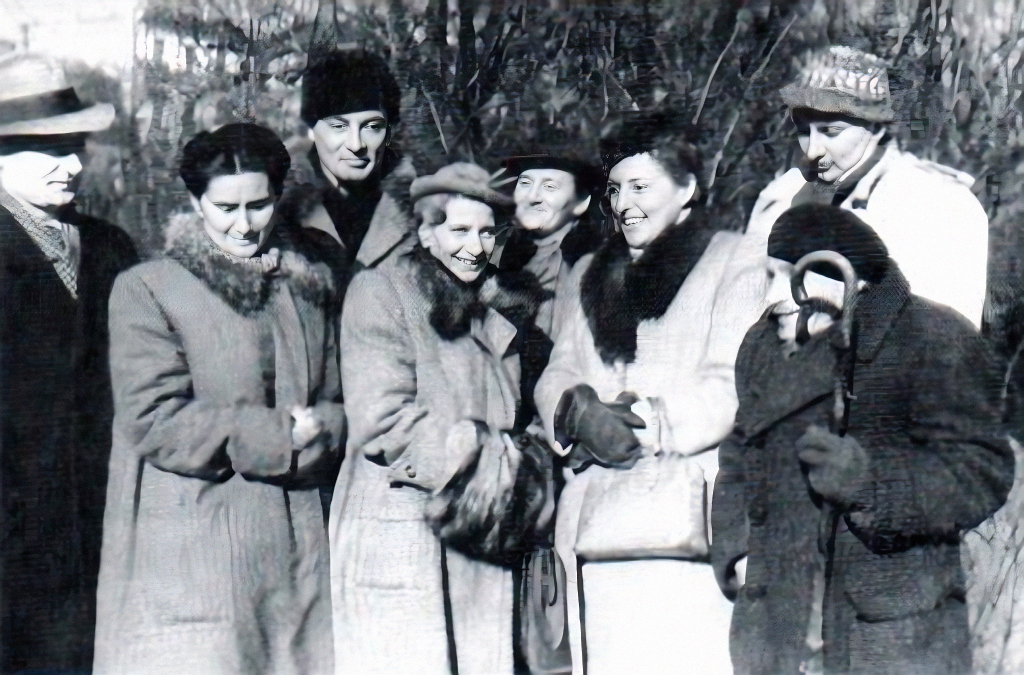
„Grupa 9 Grafików” – od lewej: Mieczysław Wejman, Helena Krażowska-Knotowa, Jerzy Bandura, Bogna Krasnodębska-Gardowska, Stefania Dretler-Flin, Krystyna Wróblewska, Adam Młodzianowski i Leon Kosmulski, 1949

Grupa 9 Grafików – krakowskie ugrupowanie artystyczne, działające w latach 1947–1960.

## Historia i profil
Było to pierwsze polskie ugrupowanie plastyczne powstałe zaraz po II wojnie światowej i zarazem pierwsze kontynuujące przedwojenne tradycje grafiki artystycznej, sięgające ośrodków: wileńskiego (Wydział Sztuk Pięknych Uniwersytetu Stefana Batorego) i warszawskiego (Akademia Sztuk Pięknych. Kultywowało ono tradycje przedwojennego stowarzyszenia „Ryt” (1925–1939), a także grup: „Bunt” (1918-1920),  „Czapka Frygijska” (1934-1938) czy „Jung Jidysz” (1919-1921). Pomysł na nazwę ugrupowania został zaczerpnięty od liczby jego członków, którzy pragnąc pozostać we własnym gronie, przyjęli określenie „Dziewięciu Grafików”. Po śmierci Leona Kosmulskiego (1952) dziewięcioosobowy skład, w jakim artyści pragnęli pozostać, uzupełnił Konrad Srzednicki. Krystyna Wróblewska przez wszystkie lata istnienia zespołu pełniła (bardziej przyjacielską niż formalną) funkcję przewodniczącej.
Członkowie ugrupowania ukształtowani zostali przez trzy środowiska akademickie: Wydział Sztuk Pięknych Uniwersytetu Stefana Batorego w Wilnie, Akademie Sztuk Pięknych w Krakowie i Warszawie. Spotkali się w Krakowie w 1946, w wyniku powojennych przesiedleń i migracji. Nie łączyła ich więź pokoleniowa (w momencie spotkania byli już dojrzałymi twórcami), ani wspólny manifest programowy. Reprezentowali również odmienne poglądy i postawy twórcze. Według wspomnień Krystyny Wróblewskiej połączyło ich przede wszystkim zamiłowanie do rzetelnego, klasycznego warsztatu graficznego z jego dbałością o kompozycję, szczegóły i perfekcjonizm w użytkowaniu narzędzia graficznego.

Krystyna Wróblewska: Grupa miała ułatwić swoim członkom start wystawowy, stworzyć środowisko pobudzające do pracy twórczej, bez nacisku na indywidualne oblicze każdego z nas. Naszą wspólną fascynacją był dobry warsztat, dobra koncepcja.
.

Pośród dyscyplin graficznych uprawianych przez wszystkich dziewięciu grafików zdecydowanie dominował drzeworyt. Wynikało to nie tylko ze szczególnego upodobania artystów do tej techniki, ale również z faktu, iż w warunkach powojennych braków mieszkaniowych, materiałowych, a często także finansowych, najłatwiej było zorganizować pracownię drzeworytniczą. Artyści „Dziewiątki” tworzyli drzeworyty jeszcze przed wojną, a genezy ich graficznych upodobań należy upatrywać w działalności artystów skupionych wokół Władysława Skoczylasa i „Rytu”. W wypadku Bogny Krasnodębskiej-Gardowskiej i Konrada Srzednickiego stanowiła ją bezpośrednia przynależność do tego ugrupowania, dzięki temu tworzyli ogniwo łączące „Dziewiątkę” z „Rytem. Ugrupowanie „Dziewięciu Grafików” tworzyło w nurcie klasycyzującym (spod znaku „szkoły wileńskiej” i „warszawskiej"), realizmu, socrealizmu, a także ekspresjonizmu społecznego i metaforycznego. W latach 1949–1953 artyści „Dziewiątki” tworzyli na tzw. zamówienie społeczne grafiki w duchu realizmu socjalistycznego. Po „odwilży” (1955), nie porzucając realizmu, zaczęli skłaniać się w stronę ekspresjonizmu społecznego i metaforycznego. Zwiększyli wówczas formaty swoich prac oraz zaczęli eksperymenty formalne: sięgnęli po kolor, mocniejszą ekspresję, nową stylistykę, wreszcie tematykę wybiegającą poza ramy realizmu i problematyki społecznej. Kierowali się w stronę groteski, fantastyki i metafory. W ich dorobku pojawiła się też abstrakcja, zwłaszcza geometryczna. Natomiast sam ekspresjonizm metaforyczny i egzystencjalny, po który wówczas sięgali – za sprawą Mieczysława Wejmana – na kilkadziesiąt lat zdominował środowisko grafików, owocując zjawiskiem charakterystycznej „krakowskiej szkoły grafiki".
„Dziewiątkę” łączyły zarówno sprawy zawodowe jak i silne więzy towarzyskie, podtrzymywane przez regularne spotkania w domu nieformalnego animatora i lidera grupy, Mieczysława Wejmana, i krakowskiej kawiarni „U Noworola”.
W 1948 Towarzystwo Miłośników Książki opublikowało tekę Dziewięciu grafików z pracami członków grupy.

## Członkowie
- Jerzy Bandura (1915–1987)
- Stefania Dretler-Flin (1909–1994)
- Leon Kosmulski (1904–1952)
- Bogna Krasnodębska-Gardowska (1900–1986)
- Helena Krażowska-Knotowa (1911–1992)
- Adam Młodzianowski (1907–1985)
- Konrad Srzednicki (1894–1993)
- Stanisław Töpfer (1917–1975)
- Mieczysław Wejman (1912–1992)
- Krystyna Wróblewska (1904–1994)